# 60/70 Piersi i przyjaciele
60/70 Piersi i przyjaciele – cover album polskiego zespołu pop-rockowego Piersi. Wydawnictwo ukazało się w 1994 roku nakładem wytwórni muzycznej Silverton. Gościnnie w nagraniach wzięli udział m.in. wokalista zespołu Proletaryat -  Tomasz Olejnik, artystka solowa - Kasia Kowalska oraz liderka zespołu Closterkeller - Anja Orthodox.
Na płycie znalazły się interpretacje utworów z repertuaru Grupy Skifflowej No To Co (1), Karin Stanek (2), Macieja Kossowskiego (3), Czerwonych Gitar (4, 5), Ewy Demarczyk (6), Eugeniusza Bodo (7), Niebiesko-Czarnych (8), Breakoutu (9, 11), Czesława Niemena (10, 12) oraz Skaldów (13).

## Lista utworów
Opracowano na podstawie materiału źródłowego.
1. „Widzę cię w zieleni” (muz. i sł. Janusz Kondratowicz, Jerzy Krzemiński) - 2:31
2. „Jedziemy autostopem” (muz. i sł. Bogusław Choiński, Jan Gałkowski, Mieczysław Święcicki) - 2:45
3. „Dwudziestolatki” (muz. i sł. Józef Krzeczek, Włodzimierz Patuszyński) - 2:14
4. „Matura” (muz. i sł. Jerzy Kossela, Krzysztof Klenczon) - 4:28
5. „Nikt na świecie nie wie” (muz. i sł. Krzysztof Klenczon, Tadeusz Krystyn) - 2:46
6. „Na moście w D'Avignon” (muz. i sł. Andrzej Zarycki, Krzysztof Kamil Baczyński) - 2:09
7. „Umówiłem się z nią na dziewiątą” (muz. i sł. Rafał Jezierski, Marek Sart) - 3:01 (Muzykę w oryginale napisał Henryk Wars)
8. „Niedziela będzie dla nas” (muz. i sł. Jacek Grań, Zbigniew Podgajny) - 3:47
9. „Poszłabym za tobą” (muz. i sł. Franciszek Walicki, Tadeusz Nalepa) - 3:40
10. „Baw się w ciuciubabkę” (muz. i sł. Czesław Niemen, Jacek Grań) - 3:34
11. „Gdybyś kochał hej” (muz. i sł. Franciszek Walicki, Tadeusz Nalepa) - 3:01
12. „Płonąca stodoła” (muz. i sł. Czesław Niemen, Marta Bellan) - 2:50
13. „Szanujmy wspomnienia” (muz. i sł. Andrzej Jastrzębiec-Kozłowski, Andrzej Zieliński) - 2:44

## Twórcy
Opracowano na podstawie materiału źródłowego.
| Zespół Piersi w składzie - Ireneusz Zarzycki - gitara basowa - Krzysztof Wiercigroch - perkusja, produkcja muzyczna - Rafał „Jezioro” Jezierski - wokal, gitara, produkcja muzyczna - Tomasz Żelasko - gitara - Paweł Kukiz - wokal, produkcja muzyczna Produkcja - Grzegorz Piwkowski - mastering - Jarek Prószkowski - realizacja nagrań | Dodatkowi muzycy - Tomasz Olejnik - gościnnie wokal (1, 6, 13) - Kazik Staszewski - gościnnie wokal (2) - Artur Gadowski - gościnnie wokal (5, 12, 13) - Bogdan Boratyn - gościnnie wokal (7) - Kasia Kowalska - gościnnie wokal (7, 11) - Anja Orthodox - gościnnie wokal (9) |